# Duria
Duria is een bestuurslaag in het regentschap Nias Barat van de provincie Noord-Sumatra, Indonesië. Duria telt 706 inwoners (volkstelling 2010).